# Blue Pearl
Blue Pearl est un groupe de musique formé du musicien britannique Martin Glover et de la chanteuse américaine Durga McBroom.

## Discographie

### Albums
- 1990 : Naked

### Singles
- 1990 : Alive
- 1990 : Naked In The Rain (#5)
- 1991 : (Can You) Feel The Passion #1
- 1992 : Mother Dawn
- 1993 : Fire Of Love
- 1998 : Naked In The Rain '98